# Mejung
 (juillet 2018).
 (juillet 2018).
Si vous disposez d'ouvrages ou d'articles de référence ou si vous connaissez des sites web de qualité traitant du thème abordé ici, merci de compléter l'article en donnant les références utiles à sa vérifiabilité et en les liant à la section « Notes et références ».
Mejung est une localité du Cameroun, située dans l'arrondissement de Belo et le département du Boyo dans la région du Nord-Ouest.

## Démographie
Lors du recensement de 2005, on a dénombré 347 habitants à Mejung. Elle est l'un des villages de la commune de Belo créée par décret no 93/321 du 25 novembre 1993. Cette commune est composée de 28 villages (y compris Mejung).

## Végétation
Les hauts plateaux du Nord-Ouest de manière générale ont une altitude moyenne supérieure à 1 100 m. Le village de Mejung est riche en terres volcaniques favorables à l'agriculture (café, maraîchers, etc.). Sa végétation est moins dense et son climat frais est favorable à l'éclosion de toutes sortes d'activités. 

## Climat
En dehors de la saison pluvieuse (ordinairement de juillet à octobre), le village Mejung offre, tout le reste de l'année, un climat propice au voyage. C'est un climat doux et frais, avec des températures qui oscillent autour de 22 °C.

## Quelques problèmes etbesoins identifiés[Par qui ?]
Les principaux problèmes et besoins du village de Mejung sont :
- dans l'éducation de base : Manque d'école maternelle gouvernementale et manque de salles de classe ;
- dans l'eau et l'énergie : Manque de système d'approvisionnement en eau et absence d'alimentation électrique ;
- en santé publique : absence d'établissement de santé gouvernemental ;
- dans les secteurs de l'élevage, de la pêche et des animaux : absence de poste vétérinaire ;
- dans la foresterie et la faune : abattage incontrôlé d'arbres et empiètement dans les zones réservées par les voisins ;
- dans le tourisme : les sites touristiques non développés ;
- dans la culture : pratiques culturelles odieuses comme la succession matrilinéaire.